# Тальвег
Та́львег (нем. Talweg, от Tal — «долина» и Weg — «путь») — линия, соединяющая наиболее пониженные участки дна русла (фарватера), долины, балки, оврага и других вытянутых форм рельефа.
Тальвег в плане обычно представляет собой относительно прямую или извилистую линию.
В более широком смысле тальвег — дно вытянутого понижения.

## Политическое значение
Принцип тальвега — один из способов определения границы между двумя государствами, разделенными водотоками, по наиболее глубокому месту в русле. Также определение международных границ возможно по срединной линии, левому берегу, правому берегу, и т. д.
Точный чертёж границ по тальвегу реки сыграл важную роль[какую?] в отдельных случаях[уточнить]: в отношениях между Ираком и Ираном (Шатт-эль-Араб, известный как Арвандруд в Иране), в Центральной Европе (Дунай) и др.